# 欧洲委員會保护儿童免受性剥削与性虐待公约
《欧洲委员会保护儿童免受性剥削与性虐待公约》（英語：Council of Europe Convention on the Protection of Children against Sexual Exploitation and Sexual Abuse）是欧洲委员会的多邊條約，宣告對兒童的性虐待是非法行為。是第一個提及兒童在家中性虐待或性剥削的條約。

## 內容
批准此公約的國家同意對於和年齡在最低合法性交年齡以下的兒童從事性行為（不論實際性行為內容為何）處以刑事處份，此公約也強制對於雛妓及兒童色情處以刑事處份。欧洲委員會保护儿童免受性剥削与性虐待公约提出許多措施避免性剥削与性虐待，包括對於兒童的教育及訓練、罪犯的監控、篩選和培訓和兒童有關工作的職業人員或是義工。

## 簽署及實施
此公約在2007年10月25日在西班牙的蘭薩羅特島完成並且簽署。所有欧洲委员会的成員國都簽署了，最後一個簽署的國家是捷克，在2014年7月簽署。2010年7月1日時，此公約已由五個國家批准，正式生效。

## 簽約國
到2014年10月，已有以下34個國家簽署此公約：
- 阿尔巴尼亚
- 安道尔
- 奥地利
- 比利时
- 保加利亚
- 丹麦
- 芬兰
- 法國
- 希腊
- 冰島
- 義大利
- 拉脫維亞
- 立陶宛
- 盧森堡
- 北馬其頓
- 馬爾他
- 摩尔多瓦
- 摩納哥
- 蒙特內哥羅
- 荷蘭
- 葡萄牙
- 羅馬尼亞
- 俄羅斯
- 圣马力诺
- 塞爾維亞
- 斯洛維尼亞
- 西班牙
- 瑞典
- 瑞士
- 土耳其
- 乌克兰

此條約雖是針對欧洲委员会成員所訂定，世界其他地區的國家仍可以簽署，不過還沒有其他國家簽署或批准此條約。